# Hortus sanitatis

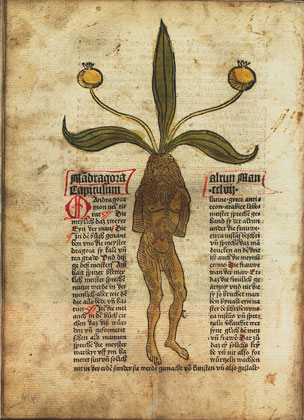
Gart der Gesundheit

Hortus sanitatis, es un libro que fue escrito por el médico alemán, Johann Wonnecke von Caub, que latinizó su nombre como Johannes de Cuba, es el autor del primer libro de historia natural impreso en el siglo XV.
Su libro apareció en alemán con el título de Gart der Gesundheit (1485) y posteriormente es traducido al latín con el título de 'Hortus sanitatis (1491) editado por Jacob von Meydenbach. Contrariamente a lo que piensan algunos especialistas parece que no se trata de una traducción de Latin Herbarius de 1484 sino más bien una obra original de mayor tamaño. 
Se tradujo al francés en 1500 con el título de Jardin de santé : herbes, arbres et choses qui de iceuly coqueurent et conviennet a lusage de medecine.
La obra Hortus sanitatis está dividida en varios tratados.
- De Herbis, la más famosa, trata de las plantas y de su uso medicinal. Cuenta con 530 capítulos.
- De animalibus vitam in terris ducentium que trata sobre los animales terrestres en 164 capítulos.
- De avibus, tratado sobre las aves además de sobre los animales voladores en general (incluye murciélagos e insectos voladores).
- De piscibus de 106 capítulos es un tratado sobre los peces y los 'monstruos marinos' (donde aparece una famosa ilustración de una sirena).
- De lapidibus de 144 capítulos sobre piedras preciosas.
- Y, finalmente, Tractatus de Urinis.

La obra en general tiene una evidente vocación médica.
Las ilustraciones son rudimentarias aunque fieles a la realidad. El autor recoge sin críticas numerosas leyendas. Como el árbol de la vida del paraíso, las sirenas, el centauro...